# Sala Tassiana

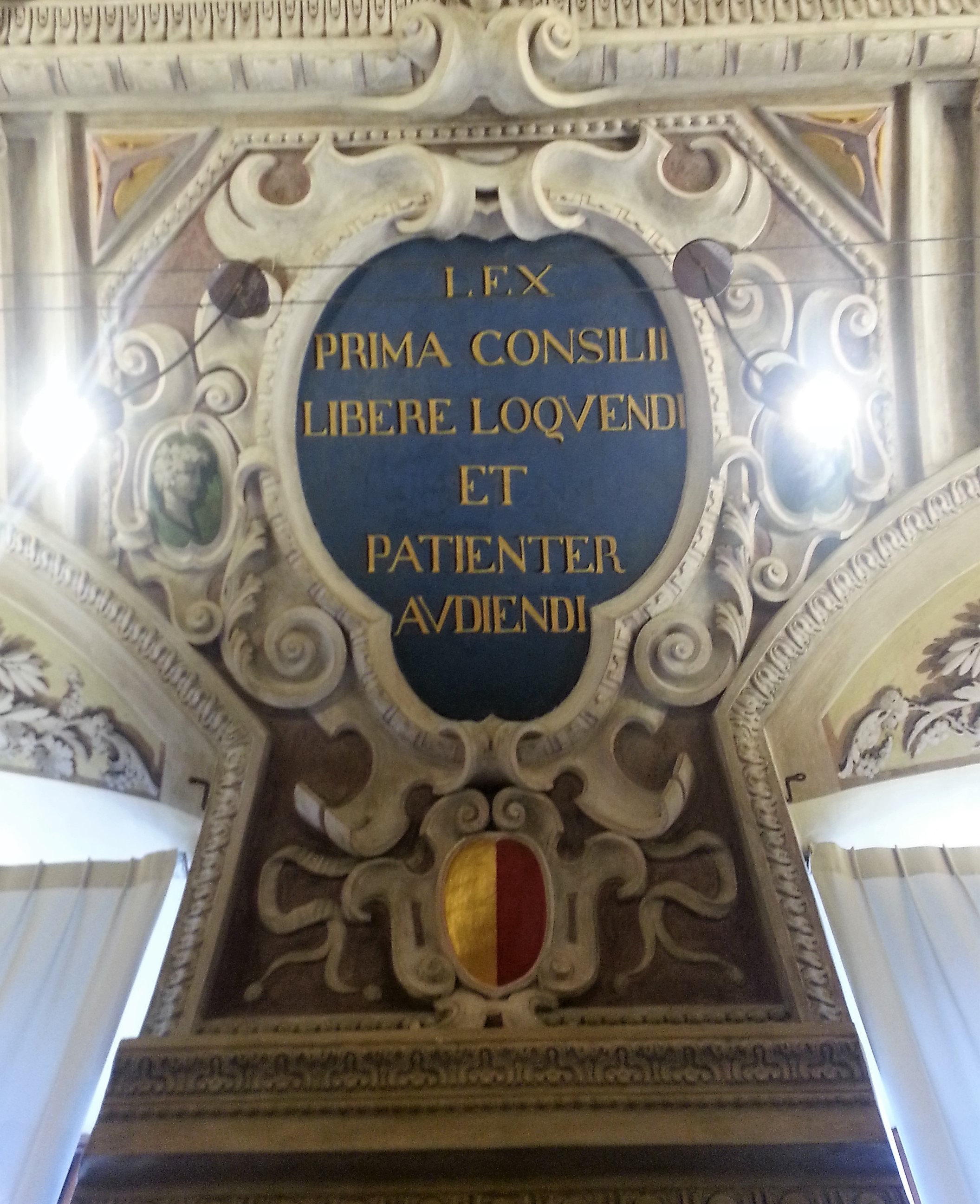
Sala Tassiana- Biblioteca Angelo Mai.

La sala Tassiana o sala del Minor Consiglio è una delle tre sale affrescate presenti nel palazzo Nuovo che dal 1928 e la sede della Biblioteca civica Angelo Mai, le altre sono Salone Furietti dedicata al fondatore Giuseppe Alessandro Furietti e la Sala Periodici. Da questa aula si accede allo studio del direttore.

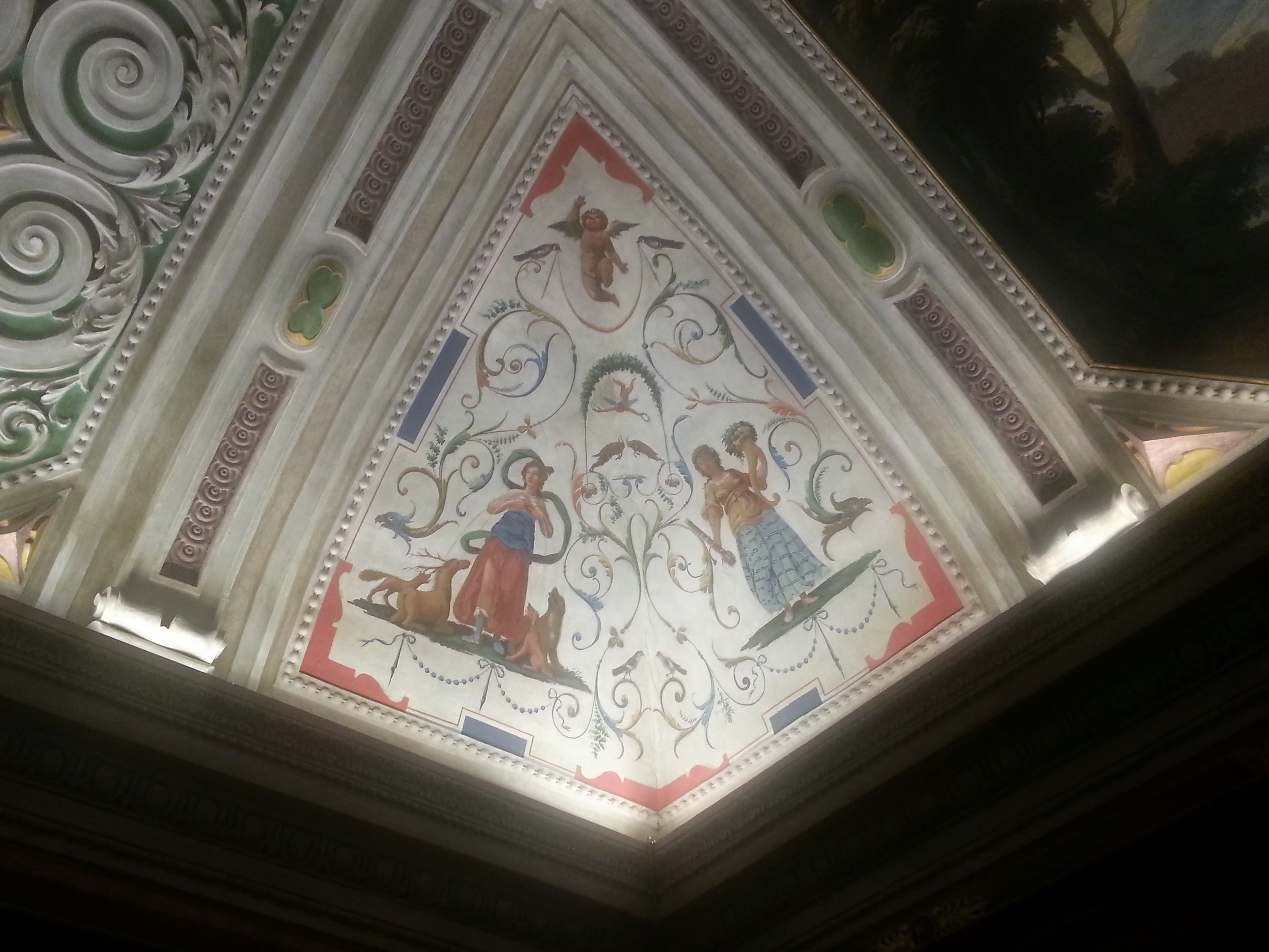
Pietro Baschenis - Grottesche con figure allegoriche - sala Tassiana.

## Descrizione
La sala Tassiana prende il nome dai poeti originari dalla famiglia Tasso di Cornello dei Tasso, padre e figlio, Bernardo e Torquato Tasso e fu istituita con delibera il 26 ottobre 1927. Nella sala è presente una ricca raccolta di testi dei due letterati.
 La sala fu allestita grazie agli studi dello storico e monsignore Giuseppe Locatelli.
L'arredamento dell'aula proviene dalla precedente biblioteca che era allestita presso il Palazzo della Ragione, ed è composto sui lati da un doppio cassapanco di noce, alto sette metri.

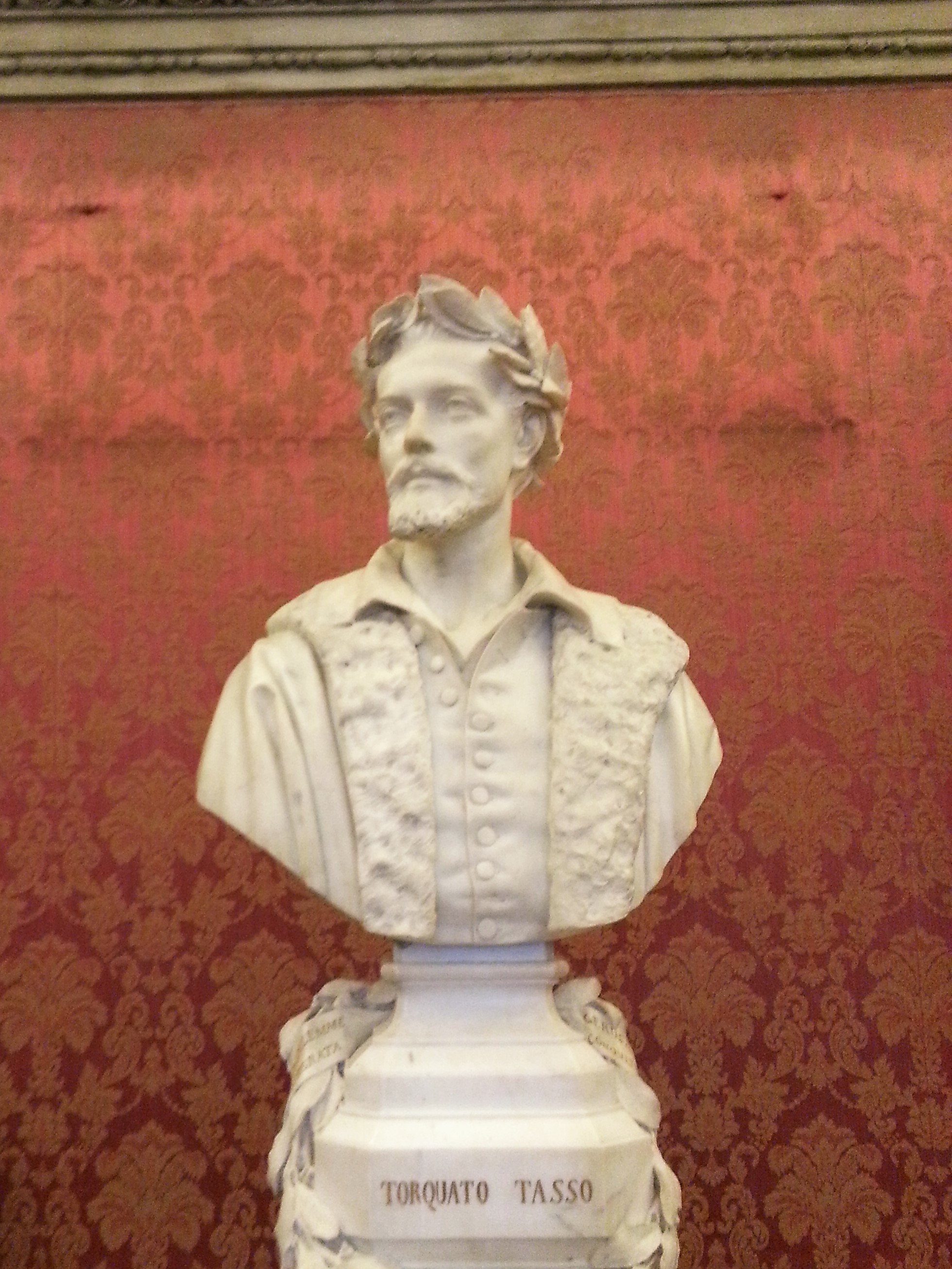
Sala Tassiana Biblioteca Angelo Mai -Busto di Torquato Tasso-Vincenzo Vela.

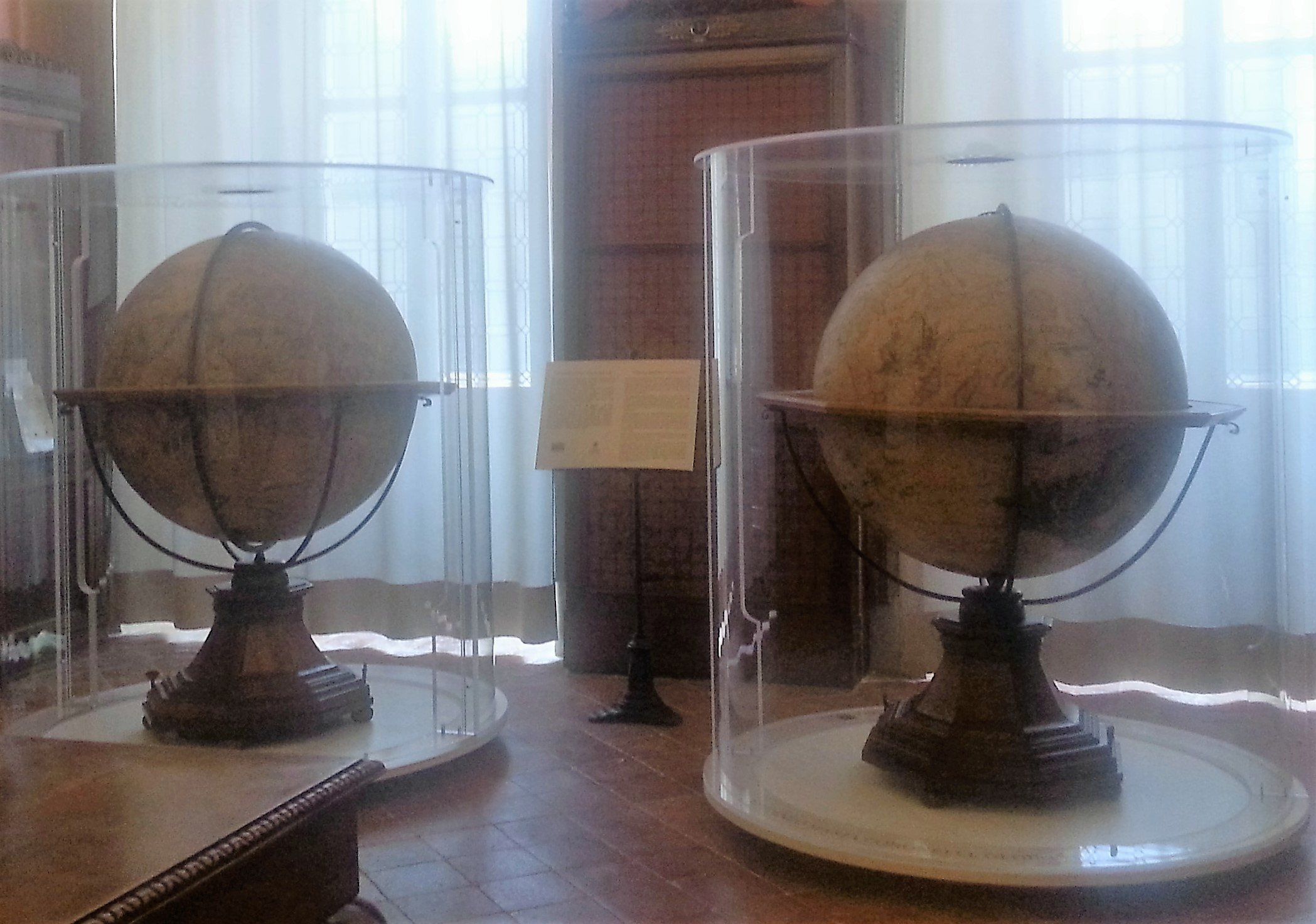
Globi Biblioteca Civica Angelo Mai-Vincenzo Maria Coronelli.

La sala dalla forma rettangolare, presenta due grandi finestre che si affacciano su piazza Vecchia. Tra le due finestre vi è lo stemma del comune di Bergamo con il cartiglio che riporta la prima regola del Minor Consiglio dei 12, fu infatti il luogo delle riunioni del minor consiglio: «LEX PRIMA CONSILII LIBERE LOQVENDI ET PATIENTER AVDIENDI» ("La prima norma del Consiglio è di parlare liberamente e di ascoltare pazientemente").
La volta dell'aula è completamente affrescata e ricca di stucchi eseguiti dalla famiglia Porta nel 1615, Lorenzo e i figli Girolamo e Giovanni Battista, originari di Osteno che stavano lavorando presso la chiesa di santa Maria Maggiore. Gli affreschi raffiguranti le grottesche sono opera di Pietro Baschenis, che aveva sposato la figlia di Lorenzo. Rappresentano la Benignità, la Provvidenza, la Tolleranza, l'Eloquenza, il Silenzio e la Sincerità..
Tre grandi affreschi raffiguranti le fasi del giorno Mattino, Tramonto e Notte, sono opere del gesuita Giuseppe Roncelli, che oltre che pittore fu rettore e educatore del Seminario di Bergamo.

Paolo Vincenzo Bonomini, adattò e modificò gli affreschi secondo la moda dei primi anni del XIX secolo realizzando le rappresentazioni delle allegorie fluviali del Serio e del Brembo negli affreschi soprapporta.
Il busto di Torquato Tasso esposto nella sala è firmato G.M.BENZONI.F.ROMA.A.1858, suo è anche il monumento al cardinale Angelo Mai esposto a Roma nella chiesa di sant'Anastasia. Del poeta orobico vi è anche una maschera di gesso che venne donata al Senatore Giovanni Morelli dal poeta Giovanni Battista Niccolini ed è un calco dell'originale conservato nel convento romano di sant'Onofrio.
Il busto di Torquato opera di Vincenzo Vela è datato 1864.

Due grandi globi completano l'arredo dell'aula. Furono realizzati da Vincenzo Maria Coronelli uno nel 1688 e l'altro nel 1694. Erano stati acquistati per il monastero di sant'Agostino nel 1707. Fu Andrea Vertova a salvarli quando nel 1797, divennero oggetto di desiderio delle truppe napoleoniche che volevano trasferirli in Francia per poterli unire a quelli realizzati sempre dal Coronelli e presenti nella Reggia di Versailles. I globi hanno una circonferenza di 3,40 mt.
L'aula è dotata anche di un orologio a pendolo del XVIII secolo donato da Francesco Gallizzioli che riporta la firma sul quadrante John Monkhouse London. Scene del Don Chisciotte di Cervantes sono dipinte nella cassa lignea.